# EurECCA
Die European Cabin Crew Association (EurECCA) ist der Dachverband der Berufsverbände und Gewerkschaften der Flugbegleiter auf europäischer Ebene. Die EurECCA wurde 2014 gegründet und hat ihren Sitz in Brüssel. Sie vertritt die Interessen der Flugbegleiter bei den zuständigen EU-Organen und arbeitet eng mit anderen internationalen und den nationalen Verbänden zusammen, z. B. mit dem Verband der Piloten European Cockpit Association (ECA).